# TM NETWORK RHYTHM RED TMN TOUR
maxell PRESENTS RHYTHM RED TMN TOUR とは、日本の音楽ユニット・TMNが1990年から1991年に行ったツアーである。

## 概要
TM NETWORKからTMNにリニューアル後の初のツアーである。テーマは「終末への疾走」。リニューアル前とは想像もつかないロックテイストあふれる激しいステージでFANKSを驚かせた。また、舞台上で大縄跳びや、サッカーボールを蹴るなどメンバーの自由な行動も特徴。この様子はDVD「WORLD'S END Rhythm Red Live WORLD'S END II 」で見ることができる。
ミュージックシーケンサーは極力使わず生演奏を主体とし、即興演奏が普段より多い。
シンクラヴィアを6台用意して繋げて、スタジオで制作した音色を再現した。情報処理・データ転送のスピードを保つためにシンクラヴィアを18℃以下に冷却しなければならず、別室に専用の冷房室が用意された。
アルバムと同様ロック色を打ち出すため当初、ベーシストとして浅田孟の起用が予定されていたが、諸事情により断念。代わりに小室の「通常のエレクトリックベースではなく、シンセベースにする」という方針転換・小室直々の推薦により当時YAMAHAのスタッフに過ぎず、バンド・ライヴ経験のない浅倉大介がシンセベーシストとして参加、ミュージシャンとしてのキャリアをスタートさせた。浅倉は往年のロックバンドの形態の様にアレンジをどんどん変える時にいちいち打ち込むのではなく、シンセベースの音の即興の生演奏を要求された。浅倉は「とにかくスピード感があった」と振り返っている。

## 日程
全国15都市40公演

### 1990年
- 12月10日 - 新潟県民会館
- 12月11日 - 新潟県民会館
- 12月13日 - 石川厚生年金会館
- 12月14日 - 石川厚生年金会館
- 12月19日 - 名古屋国際会議場 センチュリーホール
- 12月20日 - 名古屋国際会議場 センチュリーホール
- 12月22日 - 名古屋国際会議場 センチュリーホール
- 12月23日 - 名古屋国際会議場 センチュリーホール
- 12月25日 - 北海道厚生年金会館
- 12月26日 - 北海道厚生年金会館

### 1991年
- 1月6日 - 鹿児島市民文化ホール
- 1月7日 - 鹿児島市民文化ホール
- 1月9日 - 福岡サンパレス
- 1月10日 - 福岡サンパレス
- 1月12日 - 福岡サンパレス
- 1月13日 - 福岡サンパレス
- 1月17日 - 広島郵便貯金会館
- 1月18日 - 広島郵便貯金会館
- 1月24日 - 広島郵便貯金会館
- 1月26日 - 愛媛県民文化会館
- 1月28日 - 倉敷市民会館
- 1月29日 - 倉敷市民会館
- 2月2日 - 郡山市民文化センター
- 2月3日 - 郡山市民文化センター
- 2月8日 - 神戸文化ホール
- 2月9日 - 神戸文化ホール
- 2月16日 - 青森市文化会館
- 2月17日 - 青森市文化会館
- 2月19日 - 仙台市泉文化創造センター
- 2月20日 - 仙台市泉文化創造センター
- 2月22日 - 仙台市泉文化創造センター
- 2月23日 - 仙台市泉文化創造センター
- 2月27日 - 大阪城ホール
- 2月28日 - 大阪城ホール
- 3月6日 - 国立代々木競技場 第一体育館
- 3月7日 - 国立代々木競技場 第一体育館
- 3月9日 - 国立代々木競技場 第一体育館
- 3月10日 - 国立代々木競技場 第一体育館
- 3月12日 - 名古屋市総合体育館 レインボーホール
- 3月13日 - 名古屋市総合体育館 レインボーホール

## セットリスト
曲目、曲順は会場によって変更あり
1. 69/99
2. GET A WAY
3. TOMORROW MADE NEW
4. REASONLESS
5. RHYTHM RED BEAT BLACK
6. COME ON EVERYBODY
7. KISS YOU
8. WORLD'S END
9. SECRET RHYTHM
10. Thrill Mad Natural
11. TIME TO COUNT DOWN
12. BE TOGETHER
13. BURNIN' STREET
14. ALL-RIGHT ALL-NIGHT
15. GET WILD
16. LOOKING AT YOU
17. TENDER IS THE NIGHT
18. GOOD MORNING YESTERDAY
19. THE POINT OF LOVERS’ NIGHT
20. (一部公演) RHYTHM RED BEAT BLACK (Version 2.0)
21. (一部公演) DREAMS OF CHRISTMAS

## サポートメンバー
- 葛城哲哉（ギター）
- 浅倉大介（シンセベース）
- 阿部薫（ドラム）

## ダンサー
- 林選
- 小林幸弘
- 後藤秀敏
- 新上裕也